# 十時じゅん
十時 じゅん（とどき じゅん、1952年7月 - ）は、日本の女優。

## 出演作品

### 映画
- 青春女子大生 びしょ濡れ
- 襲う!!（安木の妻）
- 16歳・妖精の部屋（モデルの女）
- (秘)ハネムーン 暴行列車（乗馬服の女）
- 実録スワッピング
- 異常性欲魔
- 主婦売春　男好きの女
- 東京チャタレー夫人（東夫人）
- 絶頂の女（みさ子）
- 現代性拷問
- 女子学生 恍惚の玉ころがし
- ポルノレポート 暴行魔
- 発情
- 残忍女暗黒史
- 女高生(秘)白書 肉体収容所（ケイ）
- 四畳半青春硝子張り（友人A）
- あるコールガールの証言 露出（ユミ）
- 主婦の体験レポート 続おんなの四畳半（かおる）

### テレビドラマ
- 俺たちの朝 第19話「雨漏と人工呼吸と熱い味噌汁」（1977年2月27日、NTV / 東宝） - 国際繊維社員
- 気まぐれ天使（第29話）
- 華麗なる刑事（第30話）
- 大都会 PARTII（第44話）